# (548) Cressida
Ne doit pas être confondu avec Cressida (lune).
(548) Cressida, désignation internationale (548) Kressida, est un astéroïde de la ceinture principale découvert par Paul Götz le 14 octobre 1904.
Il a été ainsi baptisé en hommage à la princesse troyenne Cressida, au sujet de laquelle Shakespeare (1564-1616) composa Troïlus et Cressida.
Il ne doit pas être confondu avec Cressida (U IX Cressida) qui est un satellite naturel d'Uranus, qui fut découvert en 1986 par la sonde Voyager 2.